# Список глав Парагвая

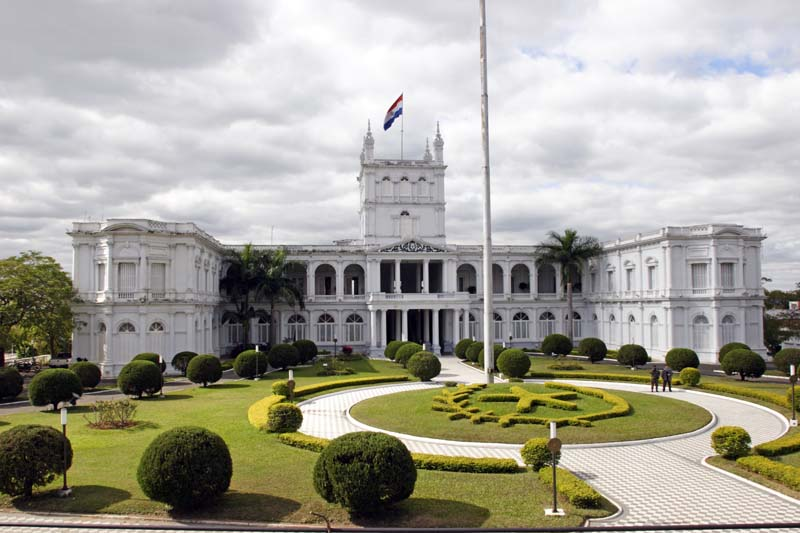
Дворец Лопес, Асунсьон, резиденция президента

Список глав Парагвая включает в себя лиц, являвшихся таковыми в Парагвае с момента формирования 16 мая 1811 года в Асунсьоне триумвирата губернаторов-интендантов (исп. Gobernadores Intendentes) интенденции Парагвай, с одной стороны, сторонников смещённого с престола в ходе наполеоновских войн короля Испании Фернандо VII, с другой, отрицающих возможность присоединения к Соединённым провинциям Южной Америки, провозглашённым в Буэнос-Айресе, или принятия португальской короны. После 1813 года из употребления стал исчезать термин «провинция» и вошло в обиход наименование «Республика Парагвай». В 1844 году был установлен пост президента республики (исп. Presidente de la República del Paraguay), на который был избран Карлос Антонио Лопес. Согласно принятой в 1992 году конституции президент Парагвая (исп. Presidente de Paraguay, гуар. Tendota Paraguáigua), официально именуемый Превосходительный сеньор Президент Республики Парагвай (исп. Excelentisimo Señor Presidente de la República del Paraguay), является главой государства, правительства и исполнительной власти страны, избираемым на пятилетний срок без права переизбрания; завершившие свои полномочия президенты становятся пожизненными сенаторами без права голоса на заседаниях..
Местом работы президента является Дворец Лопес (исп. Palacio de los López) в Асунсьоне, его резиденцией и местом проживания — столичный комплекс Мбурувича Рога (гуар. Mburuvicha Róga, «Дом Вождя»).
Применённая в первом столбце таблиц нумерация является условной. Также условным является использование в первых столбцах цветовой заливки, служащей для упрощения восприятия принадлежности лиц к различным политическим силам без необходимости обращения к столбцу, отражающему партийную принадлежность. В случае, когда президент получил повторные полномочия последовательно за первоначальными, раздельно отражается каждый срок полномочий (например, восемь последовательных сроков полномочий Альфредо Стресснера (1954—1989 годы). Также отражён различный характер полномочий глав государства (например, единый срок нахождения во главе государства лица, избранного президентом вслед за исполнением временных полномочий). В столбце «Выборы» отражены состоявшиеся выборные процедуры или иные основания, по которым лицо стало главой государства. Наряду с партийной принадлежностью, в столбце «Партия» также отражён внепартийный (независимый) статус персоналий, или их принадлежность к вооружённым силам, когда они выступали как самостоятельная политическая сила.

## До установления поста президента (1811—1844)
Интенденция Парагвай (исп. intendencia del Paraguay), созданная в 1782 году на территории одноимённого губернаторства, входила в состав земель вице-королевства Рио-де-ла-Плата, являясь административно-территориальной единицей Испанской империи, управляемой назначаемым вице-королём интендантом (исп. intendente). После Майской революции 1810 года (приведшей к отстранению вице-короля Бальтасара Идальго де Сиснероса де ла Торре) интендант Парагвая Бернардо де Веласко не признал учреждённую в Буэнос-Айресе хунту (и был поддержан собравшимся 24 июля в Асунсьоне конгрессом) и организовал успешную оборону против военной экспедиции под командованием Мануэля Бельграно, направленной Соединёнными провинциями Южной Америки для подчинения территории Парагвая. Борьба различных политических групп: или боровшихся за союз с португальской короной, или сторонников испанской «Верховной центральной правящей хунты королевства», или стремящихся подчиниться хунте в Буэнос-Айресе, или приверженцев независимости, увенчалась успехом последних за влияние в армии, что вынудило Веласко 16 мая 1811 года согласиться на включение в правительство двух соправителей (исп. consocios): Хосе Гаспара Родригеса де Франсии и Хуана Валериано де Севальоса. 9 июня 1811 года он был лишён полномочий по обвинению в желании передать Парагвай португальцам. 17—20 июля 1811 года в Асунсьоне прошла сессия Всеобщего собрания провинции Парагвай (исп. Junta General de la Provincia del Paraguay), постановившая считать королём Испании Фернандо VII (смещённого с престола в ходе наполеоновских войн) и избравшая Верховную правящую хунту (исп. Junta Superior Gubernativa del Paraguay) под руководством Фульхенсио Егроса. Собравшимся 30 сентября 1813 года провинциальным конгрессом было принято решение не направлять делегатов в Буэнос-Айрес на Учредительную ассамблею Соединённых провинций, расширено участие граждан в политической жизни, они были представлены новыми депутатами пропорционально населению (следствием стало исчезновение из употребления термина «провинция» и появление наименования «Республика Парагвай»), 12 октября 1813 года по образцу древнеримской республики был учреждён Консулат (исп. Consulado), коллегиальное правительство из двух консулов республики (исп. cónsules de la República), избираемых на один год и чередующих председательство каждые четыре месяца (ими стали Хосе де Франсия и Фульхенсио Егрос). На созванном через год для избрания нового консулата конгрессе (в составе около 1100 делегатов всех сословий, включая прибывших из самых отдалённых мест) было одобрено предложение учредить единоличное правление. 3 октября 1814 года Верховным диктатором республики (исп. Dictador Supremo de la República) на 5-летний срок был избран Хосе де Франсия; 30 мая 1816 года на очередном ежегодном конгрессе путём аккламации эти полномочия были закреплены за ним пожизненно.
После кончины Франсии 20 сентября 1840 года командующие частей столичного гарнизона создали Временную хунту (исп. Junta Provisional) во главе с алькальдом Асунсьона Мануэлем Антонио Ортисом. Промедление с созывом конгресса и невыплата жалования военным привели к аресту хунты нижними чинами гарнизона, назначившими 22 января 1841 года новое правительство, которым стал триумвират во главе с Хуаном Хосе Мединой. 9 февраля 1841 года оно было низложено Мариано Роке Алонсо (одним из пяти назначенных триумвиратом командующих армией), объявившим о немедленном созыве конгресса Собравшийся 12 марта 1841 впервые за 25 лет конгресс вновь учредил консулат в составе двух действующих совместно консулов на трёхлетний срок и избрал ими Мариано Роке Алонсо и Карлоса Антонио Лопеса.
|           | Портрет        | Имя (годы жизни)                                                                                      | Полномочия       | Полномочия                                                                               | Должность                                                                                         | Пр.                                |
| Начало    | Портрет        | Имя (годы жизни)                                                                                      | Окончание        |                                                                                          | Должность                                                                                         | Пр.                                |
| --------- | -------------- | --- | ---------------- | ---------------------------------------------------------------------------------------- | ------------------------------------------------------------------------------------------------- | ---------------------------------- |
| —         |                | Бернардо Луис де Веласко-и-Уидобро (1742 — ок. 1815) исп. Bernardo Luis de Velasco y Huidobro         | 16 мая 1811      | 9 июня 1811                                                                              | губернаторы-интенданты исп. Gobernadores Intendentes                                              | [ 10 ] [ 20 ] [ 21 ]               |
| —         |                | Хосе Гаспар Родригес де Франсия-и-Веласко (1766—1840) исп. José Gaspar Rodríguez de Francia y Velazco | 16 мая 1811      | 20 июня 1811                                                                             | губернаторы-интенданты исп. Gobernadores Intendentes                                              | [ 22 ] [ 23 ] [ 24 ]               |
| —         |                | Хуан Валериано де Севальос (1766—1822) исп. Juan Valeriano de Zeballos                                | 16 мая 1811      | 20 июня 1811                                                                             | губернаторы-интенданты исп. Gobernadores Intendentes                                              | [ 11 ]                             |
| 1 (I)     |                | Фульхенсио Егрос-и-Франко де Торрес (1780—1821) исп. Fulgencio Yegros y Franco de Torres              | 20 июня 1811     | 12 октября 1813                                                                          | президент верховной правящей хунты исп. Presidente de la Junta superior gubernativa               | [ 11 ] [ 25 ] [ 26 ] [ 27 ]        |
| 2 (I)     |                | Хосе Гаспар Родригес де Франсия-и-Веласко (1766—1840) исп. José Gaspar Rodríguez de Francia y Velazco | 12 октября 1813  | 12 февраля 1814                                                                          | консул республики (президент Консульства) исп. cónsul de la República (presidencia del Consulado) | [ 22 ] [ 23 ] [ 24 ]               |
| 1 (II)    |                | Фульхенсио Йегрос-и-Франко де Торрес (1780—1821) исп. Fulgencio Yegros y Franco de Torres             | 12 февраля 1814  | 12 июня 1814                                                                             | консул республики (президент Консульства) исп. cónsul de la República (presidencia del Consulado) | [ 25 ] [ 26 ] [ 27 ]               |
| 2 (II—IV) |                | Хосе Гаспар Родригес де Франсия-и-Веласко (1766—1840) исп. José Gaspar Rodríguez de Francia y Velazco | 12 июня 1814     | 3 октября 1814                                                                           | консул республики (президент Консульства) исп. cónsul de la República (presidencia del Consulado) | [ 22 ] [ 23 ] [ 24 ] [ 28 ] [ 29 ] |
| 2 (II—IV) | 3 октября 1814 | Хосе Гаспар Родригес де Франсия-и-Веласко (1766—1840) исп. José Gaspar Rodríguez de Francia y Velazco | 30 мая 1816      | верховный диктатор республики исп. Dictador supremo de la República                      |                                                                                                   | [ 22 ] [ 23 ] [ 24 ] [ 28 ] [ 29 ] |
| 2 (II—IV) | 30 мая 1816    | Хосе Гаспар Родригес де Франсия-и-Веласко (1766—1840) исп. José Gaspar Rodríguez de Francia y Velazco | 20 сентября 1840 | пожизненный верховный диктатор республики исп. Dictador supremo perpetuo de la República |                                                                                                   | [ 22 ] [ 23 ] [ 24 ] [ 28 ] [ 29 ] |
| 3         |                | Мануэль Антонио Ортис (?—?) исп. Manuel Antonio Ortiz                                                 | 20 сентября 1840 | 22 января 1841                                                                           | президент временной правительственной хунты исп. Presidente de la Junta de gobierno provisional   | [ 17 ] [ 18 ]                      |
| 4         |                | Хуан Хосе Медина (?—?) исп. Juan José Medina                                                          | 22 января 1841   | 9 февраля 1841                                                                           | президент Временной хунты исп. Presidente de la Junta Provisional                                 | [ 17 ] [ 18 ]                      |
| 5 (I—II)  |                | Мариано Роке Алонсо Ромеро (1792—1853) исп. Mariano Roque Alonso Romero                               | 9 февраля 1841   | 14 марта 1841                                                                            | командующий сухопутных войск исп. Comandante General de Armas                                     | [ 17 ] [ 18 ] [ 30 ]               |
| 5 (I—II)  | 14 марта 1841  | Мариано Роке Алонсо Ромеро (1792—1853) исп. Mariano Roque Alonso Romero                               | 13 марта 1844    | консулы республики исп. cónsules de la República                                         |                                                                                                   | [ 17 ] [ 18 ] [ 30 ]               |
| 6 (I)     | 14 марта 1841  | | 13 марта 1844    | консулы республики исп. cónsules de la República                                         | Карлос Антонио Лопес Инсфран (1792—1862) исп. Carlos Antonio López Ynsfrán                        | [ 2 ] [ 31 ] [ 32 ]                |

## От первого президента до либеральной революции (1844—1904)
По истечении трёхлетнего срока консулата на собравшемся 13 марта 1844 года конгрессе в составе 300 депутатов был принят «Закон о политическом управлении Республикой Парагвай», установивший пост президента республики (исп. Presidente de la República del Paraguay) и избравший на него на 10-летний срок Карлоса Антонио Лопеса Инсфрана (в 1854 году он был переизбран на 3-летний, в 1857 году — вновь на 10-летний сроки). После его смерти исполнять обязанности президента стал его сын Франсиско Солано Лопес Каррильо, являвшийся вице-президентом страны. Добившись своего избрания на президентский пост 16 октября 1862 года, он в 1864 году оказался вовлечённым в войну с союзом Бразилии, Уругвая и Аргентины, окончившуюся катастрофическим поражением Парагвая: 1 января 1869 года Асунсьон, вслед за большей частью территории страны, был оккупирован силами противников. С согласия оккупационных властей в столице был создан Национальный совет из 21 политического деятеля, который назначил избирательный комитет в составе пяти членов, сформировавший 15 августа 1869 года триумвират (временное правительство), наибольшим влиянием в котором обладал Сирило Антонио Риварола. Президент Лопес отказался сложить полномочия и продолжал сражаться до своей гибели в бою 1 марта 1870 года. Избранное 3 июля 1870 года Национальное конституционное собрание (исп. Convención Nacional Constituyente) после распада триумвирата (двое из его членов подали в отставку) избрало 31 августа 1870 года временным президентом Факундо Мачаина, однако уже через 12 часов тот был отстранён последним из триумвиров Риваролой, опиравшимся на войска и добившимся собственного избрания на временный пост. Новая конституция была принята 24 ноября 1870 года, она установила порядок выбора президента и вице президента коллегией выборщиков (или, на временной основе, конгрессом). В тот же день на эти посты были избраны, соответственно, Риварола и Сотеро Кайо Милтос Мьерс.

Флаг партии «Колорадо»

Сложная политическая ситуация вынудила президента подать в отставку 18 декабря 1871 года; исполнять его обязанности стал занявший пост вице-президента после смерти Кайо Милтоса Сальвадор Ховельянос, подписавший договоры о мире и границах с Бразилией и Уругваем. Аналогичный договор с Аргентиной смог подписать его преемник Хуан Баутиста Хиль, застреленный в центре столицы 12 апреля 1877 года. Избранный президентом в 1878 году Кандидо Барейро скончался 4 сентября 1880 года от инсульта. Военный министр Бернардино Кабальеро не допустил передачи президентских полномочий вице-президенту Адольфо Сагьере и добился от конгресса собственного избрания временным президентом, а в 1882 году — выиграл очередные выборы. 11 сентября 1887 года он, поддержав на выборах 1886 года своего единомышленника Патрисио Эскобара, основал Национально-республиканскую ассоциацию (за которой закрепилось наименование «Колорадо»), остававшуюся правящей до 1904 года. 19 декабря 1904 года президент Хуан Антонио Эскурра ушёл в отставку вместе с вице-президентом Мануэлем Домингесом в результате начавшегося в августе 1904 года широкого повстанческого движения, получившего название «либеральная революция», завершившегося передачей конгрессом временных президентских полномочий представителю Либеральной партии.
|           | Портрет                                                  | Имя (годы жизни) | Полномочия             | Полномочия             | Партия       | Выборы                                                      | Должность                                                            | Пр.                  |
| Начало    | Портрет                                                  | Имя (годы жизни) | Окончание              |                        | Партия       | Выборы                                                      | Должность                                                            | Пр.                  |
| --------- | -------------------------------------------------------- | --- | ---------------------- | ---------------------- | ------------ | ----------------------------------------------------------- | -------------------------------------------------------------------- | -------------------- |
| 6 (II—IV) |                                                          | Карлос Антонио Лопес Инсфран (1792—1862) исп. Carlos Antonio López Ynsfrán                                            | 13 марта 1844          | 13 марта 1854          | независимый  | [ комм. 13 ]                                                | президент республики исп. Presidente de la República                 | .                    |
| 6 (II—IV) | 13 марта 1854                                            | Карлос Антонио Лопес Инсфран (1792—1862) исп. Carlos Antonio López Ynsfrán                                            | 13 марта 1857          | [ комм. 14 ]           | независимый  |                                                             | президент республики исп. Presidente de la República                 | .                    |
| 6 (II—IV) | 13 марта 1857                                            | Карлос Антонио Лопес Инсфран (1792—1862) исп. Carlos Antonio López Ynsfrán                                            | 10 сентября 1862       | [ комм. 13 ]           | независимый  |                                                             | президент республики исп. Presidente de la República                 | .                    |
| и. о.     |                                                          | Франсиско Солано Лопес Каррильо (1827—1870) исп. Francisco Solano López Carrillo                                      | 10 сентября 1862       | 16 октября 1862        | независимый  | [ комм. 15 ]                                                | исполняющий обязанности президента исп. Presidente interino          | [ 42 ] [ 43 ] [ 44 ] |
| 7         | 16 октября 1862                                          | Франсиско Солано Лопес Каррильо (1827—1870) исп. Francisco Solano López Carrillo                                      | 15 августа 1869        | [ комм. 13 ]           | независимый  | президент республики исп. Presidente de la República        |                                                                      | [ 42 ] [ 43 ] [ 44 ] |
| —         |                                                          | Сирило Антонио Риварола Акоста (1836—1879) исп. Cirilo Antonio Rivarola Acosta                                        | 15 августа 1869        | 31 августа 1870        | независимый  | [ комм. 21 ]                                                | триумвир (член триумвирата) исп. Triunviro (miembro del triunvirato) | [ 45 ] [ 46 ] [ 47 ] |
| —         |                                                          | Карлос Лойсага Мачаин (1810—?) исп. Carlos Loizaga Machaín                                                            | 15 августа 1869        | 31 августа 1870        | независимый  | [ комм. 21 ]                                                | триумвир (член триумвирата) исп. Triunviro (miembro del triunvirato) | [ 48 ] [ 49 ]        |
| —         |                                                          | Хосе Понсьяно Диас де Бедоя (1831—1880) исп. José Ponciano Díaz de Bedoya                                             | 15 августа 1869        | май 1870               | независимый  | [ комм. 21 ]                                                | триумвир (член триумвирата) исп. Triunviro (miembro del triunvirato) | [ 50 ] [ 51 ]        |
| 8         |                                                          | Хосе Факундо Мачаин Рекальде (1845—1877) исп. José Facundo Machaín Recalde                                            | 31 августа 1870        | 1 сентября 1870        | независимый  | [ комм. 25 ]                                                | временный президент исп. Presidente provisional                      | [ 52 ] [ 53 ] [ 54 ] |
| 9 (I—II)  |                                                          | Сирило Антонио Риварола Акоста (1832—1878) исп. Cirilo Antonio Rivarola Acosta                                        | 1 сентября 1870        | 25 ноября 1870         | независимый  | [ комм. 26 ]                                                | временный президент исп. Presidente provisional                      | [ 45 ] [ 46 ] [ 47 ] |
| 9 (I—II)  | 25 ноября 1870                                           | Сирило Антонио Риварола Акоста (1832—1878) исп. Cirilo Antonio Rivarola Acosta                                        | 18 декабря 1871        | [ комм. 25 ]           | независимый  | президент республики исп. Presidente de la República        |                                                                      | [ 45 ] [ 46 ] [ 47 ] |
| и. о.     |                                                          | Сальвадор Сильвестре дель Росарио Ховельянос Гуанес (1833—1881) исп. Salvador Silvestre del Rosario Jovellanos Guanes | 18 декабря 1871        | 25 ноября 1874         | независимый  | [ комм. 27 ]                                                | исполняющий обязанности президента исп. Presidente interino          | [ 55 ] [ 56 ] [ 57 ] |
| 10        |                                                          | Хуан Баутиста Хиль-и-Гарсия дель Баррио (1840—1877) исп. Juan Bautista Gill y García del Barrio                       | 25 ноября 1874         | 12 апреля 1877         | независимый  | 1874                                                        | президент республики исп. Presidente de la República                 | [ 37 ] [ 58 ] [ 59 ] |
| и. о.     |                                                          | Хосе Ихинио Уриарте Гарсия дель Баррио (1843—1909) исп. José Higinio Uriarte García del Barrio                        | 12 апреля 1877         | 25 ноября 1878         | независимый  | [ комм. 15 ]                                                | исполняющий обязанности президента исп. Presidente interino          | [ 60 ] [ 61 ] [ 62 ] |
| 11        |                                                          | Кандидо Пастор Барейро Кабальеро (1833—1880) исп. Cándido Pastor Bareiro Caballero                                    | 25 ноября 1878         | 4 сентября 1880        | независимый  | 1878                                                        | президент республики исп. Presidente de la República                 | [ 38 ] [ 63 ] [ 64 ] |
| —         |                                                          | Адольфо Сагьер Вьяна (1832—1902) исп. Adolfo Saguier Viana                                                            | 4 сентября 1880 (часы) | 4 сентября 1880 (часы) | независимый  | [ комм. 30 ]                                                | [ комм. 30 ]                                                         | [ 65 ]               |
| 12 (I—II) |                                                          | Бернардино Кабальеро де Аньяско-и-Мельгарехо (1839—1912) исп. Bernardino Caballero de Añasco y Melgarejo              | 4 сентября 1880        | 25 ноября 1882         | независимый  | [ комм. 31 ]                                                | временный президент исп. Presidente provisional                      | [ 66 ] [ 67 ] [ 68 ] |
| 12 (I—II) | 25 ноября 1882                                           | Бернардино Кабальеро де Аньяско-и-Мельгарехо (1839—1912) исп. Bernardino Caballero de Añasco y Melgarejo              | 25 ноября 1886         | 1882                   | независимый  | президент республики исп. Presidente de la República        |                                                                      | [ 66 ] [ 67 ] [ 68 ] |
| 13        |                                                          | Патрисио Алехандрино Эскобар Касерес (1843—1912) исп. Patricio Alejandrino Escobar Cáceres                            | 25 ноября 1886         | 25 ноября 1890         | независимый  | 1886                                                        | президент республики исп. Presidente de la República                 | [ 69 ] [ 70 ] [ 71 ] |
|           | Национально-республиканская ассоциация (партия Колорадо) | Патрисио Алехандрино Эскобар Касерес (1843—1912) исп. Patricio Alejandrino Escobar Cáceres                            | 25 ноября 1886         | 25 ноября 1890         |              | 1886                                                        | президент республики исп. Presidente de la República                 | [ 69 ] [ 70 ] [ 71 ] |
| 14        |                                                          | Хуан Гуальберто Гонсалес Берхес (1851—1912) исп. Juan Gualberto González Berges                                       | 25 ноября 1890         | 9 июня 1894            | 1890         | [ 72 ] [ 73 ]                                               | президент республики исп. Presidente de la República                 |                      |
| и. о.     |                                                          | Маркос Антонио Мориниго Флейтас (1848—1901) исп. Marcos Antonio Morínigo Fleytas                                      | 9 июня 1894            | 25 ноября 1894         | [ комм. 15 ] | исполняющий обязанности президента исп. Presidente interino | [ 74 ] [ 75 ] [ 76 ]                                                 |                      |
| 15        |                                                          | Хуан Баутиста Луис Эгускиса Исаси (1845—1902) исп. Juan Bautista Luis Egusquiza Isasi                                 | 25 ноября 1894         | 25 ноября 1898         | 1894         | президент республики исп. Presidente de la República        | [ 77 ] [ 78 ] [ 79 ]                                                 |                      |
| 16        |                                                          | Эмилио Асеваль Марин (1853—1931) исп. Emilio Aceval Marín                                                             | 25 ноября 1898         | 9 января 1902          | 1898         | президент республики исп. Presidente de la República        | [ 80 ] [ 81 ] [ 82 ]                                                 |                      |
| и. о.     |                                                          | Андрес Эктор Карвальо Акоста (1862—1934) исп. Andrés Héctor Carvallo Acosta                                           | 9 января 1902          | 25 ноября 1902         | [ комм. 15 ] | исполняющий обязанности президента исп. Presidente interino | [ 83 ] [ 84 ] [ 85 ]                                                 |                      |
| 17        |                                                          | Хуан Антонио Эскурра (1859—1919) исп. Juan Antonio Escurra                                                            | 25 ноября 1902         | 19 декабря 1904        | 1902         | президент республики исп. Presidente de la República        | [ 86 ] [ 87 ]                                                        |                      |

## Период либерализма (1904—1940)

Флаг Либеральной партии

Пришедшая к власти в 1904 году Либеральная партия сохраняла своё преимущественное положение в Парагвае до 1940 года, при этом внутриполитическое положение в стране оставалось крайне нестабильным, отличалось частым отстранением конституционных и временных глав государства с занимаемого поста, неоднократно происходившим в форме военного противостояния. Исключениями из принадлежности руководящих государством политиков к либеральной партии были, во-первых, существовавший с 14 по 17 января 1912 года триумвират, временно отстранивший Либерато Марсьяля Рохаса, во-вторых, представляющий партию Колорадо Педро Пенья, сторонник компромисса между двумя партиями в условиях гражданской войны (стоявший во главе временного кабинета с 29 февраля по 22 марта 1912 года), в третьих, глава революционного правительства Рафаэля Франко, пришедшего к власти в результате революции 17 февраля 1936 года, совершённой ветеранами Чакской войны.
В этот период Парагвай пережил две гражданские войны (в 1911—1912 и 1922—1923 годах) и стал победителем в Чакской войне 1932—1935 годов.
18 февраля 1940 года президент Хосе Феликс Эстигаррибия Инсаурральде прекратил полномочия конгресса и действие конституции 1870 года, сосредоточив в своих руках полноту власти. 10 июля 1940 года он своим декретом провозгласил новую конституцию, расширяющую президентские полномочия, увеличивающую их срок до 5 лет с правом однократного переизбрания и упразднившую пост вице-президента. 4 августа 1940 года конституция была одобрена на национальном референдуме; её принятие и последовавшая вскоре гибель маршала Эстигаррибии в авиакатастрофе положило конец долголетнему нахождению представителей Либеральной партии во главе государства.
Курсивом на сером фоне показаны даты начала и окончания полномочий органов власти, являвшихся альтернативными по отношению к действующему главе государства или временно его замещающих.
|           | Портрет                         | Имя (годы жизни)                                                                           | Полномочия      | Полномочия      | Партия                                                   | Выборы                                               | Должность                                                   | Пр.                     |
| Начало    | Портрет                         | Имя (годы жизни)                                                                           | Окончание       |                 | Партия                                                   | Выборы                                               | Должность                                                   | Пр.                     |
| --------- | ------------------------------- | ------------------------------------------------------------------------------------------ | --------------- | --------------- | -------------------------------------------------------- | ---------------------------------------------------- | ----------------------------------------------------------- | ----------------------- |
| 18        |                                 | Хуан Баутиста Гаона Фигуэредо (1845—1932) исп. Juan Bautista Gaona Figueredo               | 19 декабря 1904 | 9 декабря 1905  | Либеральная партия                                       | [ комм. 37 ]                                         | временный президент исп. Presidente provisional             | [ 100 ] [ 101 ] [ 102 ] |
| 19        |                                 | Сесилио Баэс Гонсалес (1862—1941) исп. Cecilio Báez González                               | 9 декабря 1905  | 25 ноября 1906  | Либеральная партия                                       | [ комм. 38 ]                                         | временный президент исп. Presidente provisional             | [ 103 ] [ 104 ] [ 105 ] |
| 20        |                                 | Бениньо Асунсьон Феррейра (1846—1920) исп. Benigno Asunción Ferreira                       | 25 ноября 1906  | 4 июля 1908     | Либеральная партия                                       | 1906                                                 | президент республики исп. Presidente de la República        | [ 106 ] [ 107 ] [ 108 ] |
| и. о.     |                                 | Эмилиано Гонсалес Наверо (1861—1934) исп. Emiliano González Navero                         | 4 июля 1908     | 25 ноября 1910  | Либеральная партия                                       | [ комм. 15 ]                                         | исполняющий обязанности президента исп. Presidente interino | [ 109 ] [ 110 ] [ 111 ] |
| 21 (I)    |                                 | Мануэль Гондра Перейра (1871—1927) исп. Manuel Gondra Pereira                              | 25 ноября 1910  | 18 января 1911  | Либеральная партия                                       | 1910                                                 | президент республики исп. Presidente de la República        | [ 112 ] [ 113 ] [ 114 ] |
| 22        |                                 | Альбино Хара Бенегас (1877—1912) исп. Albino Jara Benegas                                  | 18 января 1911  | 5 июля 1911     | Либеральная партия                                       | [ комм. 42 ]                                         | временный президент исп. Presidente provisional             | [ 115 ] [ 116 ] [ 117 ] |
| 23        |                                 | Либерато Марсьяль Рохас Кабраль (1870—1922) исп. Liberato Marcial Rojas Cabral             | 5 июля 1911     | 29 февраля 1912 | Либеральная партия                                       | [ комм. 45 ]                                         | временный президент исп. Presidente provisional             | [ 118 ] [ 119 ] [ 120 ] |
| —         |                                 | Хосе Альфредо Апонте Сильверос (1874—1924) исп. José Alfredo Aponte Silveros               | 14 января 1912  | 17 января 1912  | независимый                                              | [ комм. 47 ]                                         | правительственная хунта исп. Junta de gobierno              | [ 121 ] [ 122 ]         |
| —         |                                 | Марио Ушер Хенес (1884—1931) исп. Mario Usher Genes                                        | 14 января 1912  | 17 января 1912  | независимый                                              | [ комм. 47 ]                                         | правительственная хунта исп. Junta de gobierno              | [ 121 ] [ 123 ] [ 124 ] |
| —         |                                 | Маркос Онорио Кабальеро Кодас (1880—?) исп. Marcos Honorio Caballero Codas                 | 14 января 1912  | 17 января 1912  | независимый                                              | [ комм. 47 ]                                         | правительственная хунта исп. Junta de gobierno              | [ 121 ]                 |
| 24        |                                 | Педро Пабло Пенья Каньете (1864—1943) исп. Pedro Pablo Peña Cañete                         | 29 февраля 1912 | 22 марта 1912   | Национально-республиканская ассоциация (партия Колорадо) | [ комм. 49 ]                                         | временный президент исп. Presidente provisional             | [ 90 ] [ 125 ] [ 126 ]  |
| 25        |                                 | Эмилиано Гонсалес Наверо (1861—1934) исп. Emiliano González Navero                         | 22 марта 1912   | 15 августа 1912 | Либеральная партия                                       | [ комм. 50 ]                                         | временный президент исп. Presidente provisional             | [ 109 ] [ 110 ] [ 111 ] |
| 26        |                                 | Эдуардо Шерер Вера-и-Арагон (1873—1941) исп. Eduardo Schaerer Vera y Aragón                | 15 августа 1912 | 15 августа 1916 | Либеральная партия                                       | 1912                                                 | президент республики исп. Presidente de la República        | [ 127 ] [ 128 ]         |
| 27        |                                 | Мануэль Франко (1871—1919) исп. Manuel Franco                                              | 15 августа 1916 | 5 июня 1919     | Либеральная партия                                       | 1916                                                 | президент республики исп. Presidente de la República        | [ 129 ] [ 130 ]         |
| 28        |                                 | Хосе Педро Монтеро Кандия (1878—1927) исп. José Pedro Montero Candia                       | 6 июня 1919     | 15 августа 1920 | Либеральная партия                                       | [ комм. 52 ]                                         | президент республики исп. Presidente de la República        | [ 131 ] [ 132 ] [ 133 ] |
| 21 (II)   |                                 | Мануэль Гондра Перейра (1871—1927) исп. Manuel Gondra Pereira                              | 15 августа 1920 | 29 октября 1921 | Либеральная партия                                       | 1920                                                 | президент республики исп. Presidente de la República        | [ 112 ] [ 113 ] [ 114 ] |
| —         |                                 | Феликс Пайва (1877—1965) исп. Félix Paiva                                                  | 29 октября 1921 | 7 ноября 1921   | Либеральная партия                                       | [ комм. 55 ]                                         | президент республики исп. Presidente de la República        | [ 134 ]                 |
| 29 (I)    |                                 | Эусебио Айяла (1875—1942) исп. Eusebio Ayala                                               | 7 ноября 1921   | 11 апреля 1923  | Либеральная партия                                       | [ комм. 57 ]                                         | временный президент исп. Presidente provisional             | [ 135 ] [ 136 ] [ 137 ] |
| 30 (I)    |                                 | Хосе Элихио Айяла (1879—1930) исп. José Eligio Ayala                                       | 11 апреля 1923  | 17 марта 1924   | Либеральная партия                                       | [ комм. 59 ]                                         | временный президент исп. Presidente provisional             | [ 138 ] [ 139 ] [ 140 ] |
| 31        |                                 | Луис Альберто Риарт Вера (1880—1953) исп. Luis Alberto Riart Vera                          | 17 марта 1924   | 15 августа 1924 | Либеральная партия                                       | [ комм. 60 ]                                         | временный президент исп. Presidente provisional             | [ 141 ] [ 142 ] [ 143 ] |
| 30 (II)   |                                 | Хосе Элихио Айяла (1879—1930) исп. José Eligio Ayala                                       | 15 августа 1924 | 15 августа 1928 | Либеральная партия                                       | 1924                                                 | президент республики исп. Presidente de la República        | [ 138 ] [ 139 ] [ 140 ] |
| 32        |                                 | Хосе Патрисио Гуггьяри Корнигльони (1884—1957) исп. José Patricio Guggiari Corniglioni     | 15 августа 1928 | 15 августа 1932 | Либеральная партия                                       | 1928                                                 | президент республики исп. Presidente de la República        | [ 144 ] [ 145 ] [ 146 ] |
| и. о.     |                                 | Эмилиано Гонсалес Наверо (1861—1934) исп. Emiliano González Navero                         | 25 октября 1931 | 27 января 1932  | Либеральная партия                                       | [ комм. 62 ]                                         | исполняющий обязанности президента исп. Presidente interino | [ 109 ] [ 110 ] [ 111 ] |
| 29 (II)   |                                 | Эусебио Айяла (1875—1942) исп. Eusebio Ayala                                               | 15 августа 1932 | 17 февраля 1936 | Либеральная партия                                       | 1932                                                 | президент республики исп. Presidente de la República        | [ 135 ] [ 136 ] [ 137 ] |
| 33        |                                 | Рафаэль де ла Крус Франко Охеда (1896—1973) исп. Rafael de la Cruz Franco Ojeda            | 17 февраля 1936 | 15 августа 1937 | военные                                                  | [ комм. 64 ]                                         | временный президент исп. Presidente provisional             | [ 147 ] [ 148 ] [ 149 ] |
|           | Национальный революционный союз | Рафаэль де ла Крус Франко Охеда (1896—1973) исп. Rafael de la Cruz Franco Ojeda            | 17 февраля 1936 | 15 августа 1937 |                                                          | [ комм. 64 ]                                         | временный президент исп. Presidente provisional             | [ 147 ] [ 148 ] [ 149 ] |
| 34 (I—II) |                                 | Феликс Пайва (1877—1965) исп. Félix Paiva                                                  | 16 августа 1937 | 12 октября 1938 | Либеральная партия                                       | [ комм. 66 ]                                         | временный президент исп. Presidente provisional             | [ 134 ] [ 150 ]         |
| 34 (I—II) | 12 октября 1938                 | Феликс Пайва (1877—1965) исп. Félix Paiva                                                  | 15 августа 1939 | [ комм. 67 ]    | Либеральная партия                                       | президент республики исп. Presidente de la República |                                                             | [ 134 ] [ 150 ]         |
| 35 (I—II) |                                 | Хосе Феликс Эстигаррибия Инсаурральде (1888—1940) исп. José Félix Estigarribia Insaurralde | 15 августа 1939 | 18 февраля 1940 | Либеральная партия                                       | президент республики исп. Presidente de la República | 1939                                                        | [ 97 ] [ 151 ] [ 152 ]  |
| 35 (I—II) | 18 февраля 1940                 | Хосе Феликс Эстигаррибия Инсаурральде (1888—1940) исп. José Félix Estigarribia Insaurralde | 7 сентября 1940 | [ комм. 69 ]    | Либеральная партия                                       | президент республики исп. Presidente de la República |                                                             | [ 97 ] [ 151 ] [ 152 ]  |

## После 1940 года
После гибели в авиакатастрофе 7 сентября 1940 года маршала Хосе Феликса Эстигаррибии его президентские полномочия на один день перешли к президенту совета министров. Кандидатура временного главы государства должна была быть предложена предусмотренным конституцией 1940 года Государственным советом, но на совещании военных, прошедшем без участия правящей Либеральной партии, временным президентом был избран бригадный генерал Ихинио Мориниго Мартинес. 13 марта 1941 года, стремясь положить конец политической разобщённости вооружённых сил, ведущие военные деятели подписали акт о лояльности «революционно-националистическому движению», в котором Мориниго был признан «верховным вождем парагвайской революции». Он сблизился с политиками из Национально-республиканской ассоциации — партии Колорадо и 25 апреля 1942 года издал декрет о роспуске Либеральной партии. Проведя с 16 января по 14 февраля 1943 года плебисцит по своей кандидатуре в качестве президента и получив поддержку, он сформировал кабинет, включивший военных, «колорадос» и фебреристов, однако последние 17 января 1947 года из него были исключены. 7 марта 1947 года находящиеся вне политического процесса либералы, коммунисты и фебреристы, имея значительную поддержку в армии и, особенно, во флоте, подняли восстание, вылившееся в продолжавшуюся до 20 августа 1947 года гражданскую войну, победа в которой укрепила союз военных кругов и «колорадос», опиравшихся на парамилитарную организацию Guión Rojo («красный стяг»), военизированное крыло партии. К состоявшимся 15 февраля 1948 года выборам партия Колорадо осталась единственной легальной политической силой, внутри которой развернулась острая борьба. В целях обеспечения передачи власти избранному президентом Хуану Наталисио Гонсалесу его сторонники добились 3 июня 1948 года временной передачи президентских полномочий председателю Верховного суда. 15 августа 1948 года Гонсалес принял присягу, положив начало продолжающемуся до настоящего времени периоду преобладания партии Колорадо в политической жизни Парагвая. Внутрипартийные противоречия неоднократно становились причиной государственных переворотов, отражавших усиление различных групп, до установления в 1954 году националистического крайне правого режима стронизма, идеологом которого был главнокомандующий Вооружённых сил бригадный генерал Альфредо Стресснер, поддержанный «колорадос» и занимавший президентский пост до 1989 года. 25 августа 1967 года созванным Национальным учредительным собранием (исп. Convención Nacional Constituyente) была утверждена новая конституция, модифицировавшая государственное устройство на принципах стронизма и «обнулившая» исчисление президентских сроков, а 25 марта 1977 года в неё было внесено изменение, снимающее ограничение количества переизбраний на пост президента.
В ночь на 3 февраля 1989 года ближайшие сподвижники Стресснера, используя пехотные и бронетанковые части, блокировали его в казарме личной охраны и добились подписания документа об отставке с поста президента. Выступивший утром в качестве временного президента Андрес Родригес пообещал демократические реформы, соблюдение прав человека, защиту католических традиций Парагвая. Было заявлено о полной свободе выражения мнений, отказе от политических привилегий партии Колорадо и уважительном сотрудничестве с католической церковью. Родригес выиграл проведённые 1 мая выборы и обеспечил принятие 20 июня 1992 года новой конституции, закрепившей нормы представительной демократии, гарантировавшей гражданские права и политические свободы, ограничившей президентское правление одним пятилетним сроком; был восстановлен пост вице-президента.
Курсивом на сером фоне показаны даты начала и окончания полномочий органов власти, являвшихся альтернативными по отношению к действующему главе государства.
|             | Портрет         | Имя (годы жизни)                                                                    | Полномочия       | Полномочия      | Партия                                                   | Выборы                                               | Должность                                                                 | Пр.                     |
| Начало      | Портрет         | Имя (годы жизни)                                                                    | Окончание        |                 | Партия                                                   | Выборы                                               | Должность                                                                 | Пр.                     |
| ----------- | --------------- | ----------------------------------------------------------------------------------- | ---------------- | --------------- | -------------------------------------------------------- | ---------------------------------------------------- | ------------------------------------------------------------------------- | ----------------------- |
| и. о.       |                 | Алехандро Марин Иглесиас (1907—1988) исп. Alejandro Ramón Marín Iglesias            | 7 сентября 1940  | 8 сентября 1940 | Либеральная партия                                       | [ комм. 71 ]                                         | исполняющий обязанности президента исп. Presidente interino               | [ 160 ]                 |
| 36 (I—II)   |                 | Ихинио Николас Мориниго Мартинес (1897—1983) исп. Higinio Nicolás Morínigo Martínez | 8 сентября 1940  | 15 августа 1943 | военный                                                  | [ комм. 72 ]                                         | временный президент исп. Presidente provisional                           | [ 161 ] [ 162 ] [ 163 ] |
| 36 (I—II)   | 15 августа 1943 | Ихинио Николас Мориниго Мартинес (1897—1983) исп. Higinio Nicolás Morínigo Martínez | 3 июня 1948      | 1943            | военный                                                  | президент республики исп. Presidente de la República |                                                                           | [ 161 ] [ 162 ] [ 163 ] |
| 37          |                 | Хуан Мануэль Фрутос Эскурра (1879—1960) исп. Juan Manuel Frutos Escurra             | 3 июня 1948      | 15 августа 1948 | независимый                                              | [ комм. 74 ]                                         | временный президент исп. Presidente provisional                           | [ 164 ] [ 165 ]         |
| 38          |                 | Хуан Наталисио Гонсалес Паредес (1897—1966) исп. Juan Natalicio González Paredes    | 15 августа 1948  | 30 января 1949  | Национально-республиканская ассоциация — партия Колорадо | 1948                                                 | президент республики исп. Presidente de la República                      | [ 166 ] [ 167 ] [ 168 ] |
| 39          |                 | Раймундо Ролон Вильясанти (1903—1981) исп. Raimundo Rolón Villasanti                | 30 января 1949   | 26 февраля 1949 | Национально-республиканская ассоциация — партия Колорадо | [ комм. 77 ]                                         | временный президент исп. Presidente provisional                           | [ 169 ] [ 170 ] [ 171 ] |
| 40 (I—II)   |                 | Фелипе Бениньо Молас Лопес (1901—1954) исп. Felipe Benigno Molas López              | 26 февраля 1949  | 14 мая 1949     | Национально-республиканская ассоциация — партия Колорадо | [ комм. 78 ]                                         | временный президент исп. Presidente provisional                           | [ 172 ] [ 173 ] [ 174 ] |
| 40 (I—II)   | 14 мая 1949     | Фелипе Бениньо Молас Лопес (1901—1954) исп. Felipe Benigno Molas López              | 11 сентября 1949 | 1949            | Национально-республиканская ассоциация — партия Колорадо | президент республики исп. Presidente de la República |                                                                           | [ 172 ] [ 173 ] [ 174 ] |
| 41 (I—II)   |                 | Федерико Чавес Кареага (1882—1978) исп. Federico Chaves Careaga                     | 11 сентября 1949 | 15 августа 1953 | Национально-республиканская ассоциация — партия Колорадо | [ комм. 80 ]                                         | временный президент исп. Presidente provisional                           | [ 175 ] [ 176 ] [ 177 ] |
| 41 (I—II)   | 15 августа 1953 | Федерико Чавес Кареага (1882—1978) исп. Federico Chaves Careaga                     | 8 мая 1954       | 1953            | Национально-республиканская ассоциация — партия Колорадо | президент республики исп. Presidente de la República |                                                                           | [ 175 ] [ 176 ] [ 177 ] |
| —           |                 | Томас Ромеро Перейра (1886—1982) исп. Tomás Romero Pereira                          | 6 мая 1954       | 8 мая 1954      | Национально-республиканская ассоциация — партия Колорадо | [ комм. 82 ]                                         | президент правительственной хунты исп. Presidente de la Junta de Gobierno | [ 156 ] [ 178 ] [ 179 ] |
| 42          | 8 мая 1954      | Томас Ромеро Перейра (1886—1982) исп. Tomás Romero Pereira                          | 15 августа 1954  | [ комм. 83 ]    | Национально-республиканская ассоциация — партия Колорадо | временный президент исп. Presidente provisional      |                                                                           | [ 156 ] [ 178 ] [ 179 ] |
| 43 (I—VIII) |                 | Альфредо Стресснер Матиауда (1912—2006) исп. Alfredo Stroessner Matiauda            | 15 августа 1954  | 15 августа 1958 | Национально-республиканская ассоциация — партия Колорадо | 1954                                                 | президент республики исп. Presidente de la República                      | [ 180 ] [ 181 ] [ 182 ] |
| 43 (I—VIII) | 15 августа 1958 | Альфредо Стресснер Матиауда (1912—2006) исп. Alfredo Stroessner Matiauda            | 15 августа 1963  | 1958            | Национально-республиканская ассоциация — партия Колорадо |                                                      | президент республики исп. Presidente de la República                      | [ 180 ] [ 181 ] [ 182 ] |
| 43 (I—VIII) | 15 августа 1963 | Альфредо Стресснер Матиауда (1912—2006) исп. Alfredo Stroessner Matiauda            | 15 августа 1968  | 1963            | Национально-республиканская ассоциация — партия Колорадо |                                                      | президент республики исп. Presidente de la República                      | [ 180 ] [ 181 ] [ 182 ] |
| 43 (I—VIII) | 15 августа 1968 | Альфредо Стресснер Матиауда (1912—2006) исп. Alfredo Stroessner Matiauda            | 15 августа 1973  | 1968            | Национально-республиканская ассоциация — партия Колорадо |                                                      | президент республики исп. Presidente de la República                      | [ 180 ] [ 181 ] [ 182 ] |
| 43 (I—VIII) | 15 августа 1973 | Альфредо Стресснер Матиауда (1912—2006) исп. Alfredo Stroessner Matiauda            | 15 августа 1978  | 1973            | Национально-республиканская ассоциация — партия Колорадо |                                                      | президент республики исп. Presidente de la República                      | [ 180 ] [ 181 ] [ 182 ] |
| 43 (I—VIII) | 15 августа 1978 | Альфредо Стресснер Матиауда (1912—2006) исп. Alfredo Stroessner Matiauda            | 15 августа 1983  | 1978            | Национально-республиканская ассоциация — партия Колорадо |                                                      | президент республики исп. Presidente de la República                      | [ 180 ] [ 181 ] [ 182 ] |
| 43 (I—VIII) | 15 августа 1983 | Альфредо Стресснер Матиауда (1912—2006) исп. Alfredo Stroessner Matiauda            | 15 августа 1988  | 1983            | Национально-республиканская ассоциация — партия Колорадо |                                                      | президент республики исп. Presidente de la República                      | [ 180 ] [ 181 ] [ 182 ] |
| 43 (I—VIII) | 15 августа 1988 | Альфредо Стресснер Матиауда (1912—2006) исп. Alfredo Stroessner Matiauda            | 3 февраля 1989   | 1988            | Национально-республиканская ассоциация — партия Колорадо |                                                      | президент республики исп. Presidente de la República                      | [ 180 ] [ 181 ] [ 182 ] |
| 44 (I—II)   |                 | Андрес Родригес Педотти (1923—1997) исп. Andrés Rodríguez Pedotti                   | 3 февраля 1989   | 15 мая 1989     | Национально-республиканская ассоциация — партия Колорадо | [ комм. 85 ]                                         | временный президент исп. Presidente provisional                           | [ 183 ] [ 184 ] [ 185 ] |
| 44 (I—II)   | 15 мая 1989     | Андрес Родригес Педотти (1923—1997) исп. Andrés Rodríguez Pedotti                   | 15 августа 1993  | 1989            | Национально-республиканская ассоциация — партия Колорадо | президент республики исп. Presidente de la República |                                                                           | [ 183 ] [ 184 ] [ 185 ] |
| 45          |                 | Хуан Карлос Мария Васмоси Монти (1938—) исп. Juan Carlos María Wasmosy Monti        | 15 августа 1993  | 15 августа 1998 | Национально-республиканская ассоциация — партия Колорадо | президент республики исп. Presidente de la República | 1993                                                                      | [ 186 ] [ 187 ]         |
| 46          |                 | Рауль Альберто Кубас Грау (1943—) исп. Raúl Alberto Cubas Grau                      | 15 августа 1998  | 28 марта 1999   | Национально-республиканская ассоциация — партия Колорадо | президент республики исп. Presidente de la República | 1998                                                                      | [ 188 ] [ 189 ]         |
| 47          |                 | Луис Анхель Гонсалес Макки (1947—) исп. Luis Ángel González Macchi                  | 28 марта 1999    | 15 августа 2003 | Национально-республиканская ассоциация — партия Колорадо | президент республики исп. Presidente de la República | [ комм. 87 ]                                                              | [ 190 ] [ 191 ] [ 192 ] |
| 48          |                 | Оскар Никанор Дуарте Фрутос (1956—) исп. Óscar Nicanor Duarte Frutos                | 15 августа 2003  | 15 августа 2008 | Национально-республиканская ассоциация — партия Колорадо | президент республики исп. Presidente de la República | 2003                                                                      | [ 193 ] [ 194 ]         |
| 49          |                 | Фернандо Арминдо Луго Мендес (1951—) исп. Fernando Armindo Lugo Méndez              | 15 августа 2008  | 22 июня 2012    | Христианско-демократическая партия                       | президент республики исп. Presidente de la República | 2008                                                                      | [ 196 ] [ 197 ] [ 198 ] |
| 50          |                 | Луис Федерико Франко Гомес (1962—) исп. Luis Federico Franco Gómez                  | 22 июня 2012     | 15 августа 2013 | Аутентичная радикальная либеральная партия               | президент республики исп. Presidente de la República | [ комм. 91 ]                                                              | [ 199 ] [ 200 ]         |
| 51          |                 | Орасио Мануэль Картес Хара (1956—) исп. Horacio Manuel Cartes Jara                  | 15 августа 2013  | 15 августа 2018 | Национально-республиканская ассоциация — партия Колорадо | президент республики исп. Presidente de la República | 2013                                                                      | [ 201 ] [ 202 ]         |
| 52          |                 | Марио Абдо Бенитес (1971—) исп. Mario Abdo Benítez                                  | 15 августа 2018  | 15 августа 2023 | Национально-республиканская ассоциация — партия Колорадо | президент республики исп. Presidente de la República | 2018                                                                      | [ 203 ] [ 204 ]         |
| 53          |                 | Сантьяго Пенья Паласьос (1978—) исп. Santiago Peña Palacios                         | 15 августа 2023  | действующий     | Национально-республиканская ассоциация — партия Колорадо | президент республики исп. Presidente de la República | 2023                                                                      | [ 205 ] [ 206 ]         |